# Хутиния
Хутинията (Houttuynia) е род от два вида в родното в Югоизточна Азия семейство Saururaceae. Един вид, Houttuynia cordata, се култивира широко като кулинарна билка.

## Видове
- Houttuynia cordata – описан през 1783 г. от Карл Питър Тунберг
- Houttuynia emeiensis – открит в Китай и описан през 2001 г. от Чжън Ин Чжу и Ши Лианг Джан[1]